# トリフェニル酢酸エチル
トリフェニル酢酸エチル（トリフェニルさくさんエチル、英語、triphenylacetic acid ethyl ester）とは、トリフェニル酢酸とエタノールとが脱水縮合しカルボン酸エステルを形成してできる有機化合物である。

## 概要
トリフェニル酢酸エチルの分子式はC20H16O2であり、分子量は約316.4である。常温常圧では固体であり、常圧での融点は120 ℃から121 ℃である。ちなみに、トリフェニル酢酸エチルを加水分解してエタノールを外せばトリフェニル酢酸になる。トリフェニル酢酸の分子量は約288.35と、トリフェニル酢酸エチルよりも分子量が小さいのにもかかわらず、トリフェニル酢酸の常圧での融点は約267 ℃と格段に高い。これは加水分解によってカルボキシ基ができるために、分子間で強い水素結合が生ずるためである。